# Meus Prêmios Nick 2008
O Meus Prêmios Nick 2008 é a nona edição da premiação. O evento foi apresentado pelo grupo NX Zero.

## Apresentações
- Claudia Leite – "Exttravasa"
- Kelly Key – "Você É o Cara"
- Fresno – "Uma Música"
- Nx Zero – "Pela Última Vez" / "Daqui Pra Frente"/ "Cedo ou Tarde"
- Pitty – "Pulsos"
- Tulio Dek e Di Ferrero – "Tudo Passa"
- Strike – "Paraíso Proibido"
- Samuel Rosa – "Sutilmente"
- Capital Inicial – "Algum Dia"
- Wanessa – "Me Abrace"
- Darvin – "Pensa Em Mim"
- Reação em Cadeia" – "Me Odeie"
- Lipstick – "I Love Rock 'n Roll"

## Vencedores

### Atriz favorita
| Indicado        | Trabalho    | Resultado |
| --------------- | ----------- | --------- |
| Ísis Valverde   | Beleza Pura | Venceu    |
| Mariana Rios    | Malhação    | Indicado  |
| Mariana Ximenes | A Favorita  | Indicado  |
| Nathalia Dill   | Malhação    | Indicado  |

### Ator Favorito
| Indicado         | Trabalho       | Resultado |
| ---------------- | -------------- | --------- |
| Wagner Moura     | Tropa de Elite | Venceu    |
| Caio Castro      | Malhação       | Indicado  |
| Rafael Almeida   | Malhação       | Indicado  |
| Thiago Rodrigues | A Favorita     | Indicado  |

### Programa de TV favorito
| Indicado                         | Resultado |
| -------------------------------- | --------- |
| Malhação                         | Venceu    |
| Hannah Montana                   | Indicado  |
| iCarly                           | Indicado  |
| Os Mutantes: Caminhos do Coração | Indicado  |

### Revelação do Ano
| Indicado        | Função               | Resultado |
| --------------- | -------------------- | --------- |
| Vitor Araujo    | Pianista adolescente | Venceu    |
| Caio Castro     | Ator                 | Indicado  |
| D'Black         | Cantor               | Indicado  |
| Íris Stefanelli | Atriz                | Indicado  |

### Desenho Animado Favorito
| Indicado             | Resultado |
| -------------------- | --------- |
| Bob Esponja          | Venceu    |
| Os Padrinhos Mágicos | Indicado  |
| Três Espiãs Demais   | Indicado  |
| W.I.T.C.H.           | Indicado  |

### Gata do Ano
| Indicado      | Resultado |
| ------------- | --------- |
| Juliana Knust | Venceu    |
| Deborah Secco | Indicado  |
| Kelly Key     | Indicado  |
| Sabrina Sato  | Indicado  |

### Gato do Ano
| Indicado               | Resultado |
| ---------------------- | --------- |
| Rafinha Ribeiro (BBB8) | Venceu    |
| Caio Castro            | Indicado  |
| Di Ferrero             | Indicado  |
| Jonatas Faro           | Indicado  |

### Banda Favorita
| Indicado | Resultado |
| -------- | --------- |
| Tihuana  | Venceu    |
| Fresno   | Indicado  |
| NX Zero  | Indicado  |
| Strike   | Indicado  |

### Cantor do Ano
| Indicado                      | Resultado |
| ----------------------------- | --------- |
| Samuel Rosa (Skank)           | Venceu    |
| Di Ferrero (NX Zero)          | Indicado  |
| Lucas Silveira (Fresno)       | Indicado  |
| Rogério Flausino (Jota Quest) | Indicado  |

### Cantora do Ano
| Indicado         | Resultado |
| ---------------- | --------- |
| Ivete Sangalo    | Venceu    |
| Claudia Leitte   | Indicado  |
| Marjorie Estiano | Indicado  |
| Pitty            | Indicado  |

### Música do Ano
| Indicado                                  | Resultado |
| ----------------------------------------- | --------- |
| "Boa Sorte / Good Lock" - Vanessa da Mata | Venceu    |
| "Cedo ou Tarde" - NX Zero                 | Indicado  |
| "Paraíso Proibido" - Strike               | Indicado  |
| "Sem Ar" - D'Black                        | Indicado  |

### Arista Internacional Favorito
| Indicado       | País           | Resultado |
| -------------- | -------------- | --------- |
| Zac Efron      | Estados Unidos | Venceu    |
| Johnny Depp    | Estados Unidos | Indicado  |
| Jonas Brothers | Estados Unidos | Indicado  |
| RBD            | México         | Indicado  |

### Vídeo Clip Favorito
- When I'm Gone - Simple Plan

### Atleta Favorito
- Jade Barbosa

### Filme do ano
- Tá Dando Onda

### Videogame Favorito
- Winning Eleven: Pro Evolution Soccer

### Banho de Slime do ano
- NX Zero

### Trajetória
- Gustavo Kuerten

### Mundo Web
- Orkut

### Prêmio Especial: Pró Social
- Gabriel, o Pensador, com o Projeto Pensando Junto